# L'Héritier de Burns
L'Héritier de Burns (Burns' Heir) est le 18e épisode de la saison 5 de la série télévisée d'animation Les Simpson. Il a été pour la première fois diffusé aux États-Unis sur la Fox le 14 avril 1994 puis en France le 14 janvier 1995. Lors de cet épisode, M. Burns décide de nommer une personne pour hériter de ses biens à sa mort, après avoir vécu une expérience de mort imminente. Bart est d'abord rejeté mais finalement choisi par Burns, fasciné par la malveillance du garçon. Marge convainc Bart d'aller passer quelque temps avec Burns mais l'enfant se détache de sa famille et décide de vivre avec M. Burns.
L’Héritier de Burns a été écrit par Jace Richdale. David Silverman devait à l'origine être le réalisateur de cet épisode mais, trop occupé par son travail de directeur de la production, il a été remplacé par Mark Kirkland.
Une scène coupée de cet épisode a été par la suite incluse dans le « show » des Simpson 138e épisode, du jamais vu !. On y voit M. Burns activant un robot à l'effigie de Richard Simmons afin de se débarrasser d’Homer.

## Synopsis
En ayant failli se noyer alors qu’il prennait un bain, M. Burns se rend compte que personne n’héritera de sa fortune lorsqu’il mourra. Il décide alors de trouver un jeune garçon qui héritera de ses biens. Pour ce faire, il organise une audition que de nombreux enfants de Springfield viennent passer, dont Nelson Muntz, Martin Prince, et Milhouse Van Houten. Bart et Lisa essayent également mais échouent tous deux : Lisa parce qu’elle est une fille et Bart en lisant les notes mal rédigées d’Homer. Après la fin des auditions, Bart est en colère et vandalise la maison de M. Burns. Ce dernier approuve la malveillance de Bart et le choisit comme son héritier.
Homer et Marge signent un document qui nomme officiellement Bart comme héritier de M. Burns. Marge suggère à Bart de passer un peu de temps avec M. Burns. Au départ repoussé par la froideur de ce dernier, Bart s’attache peu à peu au vieil homme qui lui promet de lui offrir tout ce qu’il souhaite. Il décide d'abandonner sa famille, M. Burns lui offrant une vie de milliardaire. Les Simpson souhaitent le retour de Bart et décident de poursuivre M. Burns en justice. L’affaire ne tournant pas en leur faveur, ils font appel à une personne pratiquant le deprogramming pour faire revenir Bart. Mais Hans Taupeman est choisi par erreur et subit un lavage de cerveau qui lui fait croire qu'il est un membre de la famille Simpson.
Pendant ce temps, Bart devient solitaire et veut retourner auprès de sa famille. M. Burns refuse qu'il parte et lui fait croire que sa famille le déteste en embauchant des acteurs pour interpréter la famille Simpson dans une vidéo truquée. Bart, qui a cru à ce coup monté, considère désormais Burns comme son père. Les deux décident de s'amuser en licenciant des employés à la centrale nucléaire. Mais l’un des employés est Homer. Burns tente alors de rompre les liens de Bart avec sa famille en le forçant à virer son père. Au lieu de cela, Bart s’en prend à Burns en le faisant tomber à travers la trappe de son bureau. Burns le déshérite logiquement et Bart retourne vivre avec sa famille.

## Réalisation et diffusion

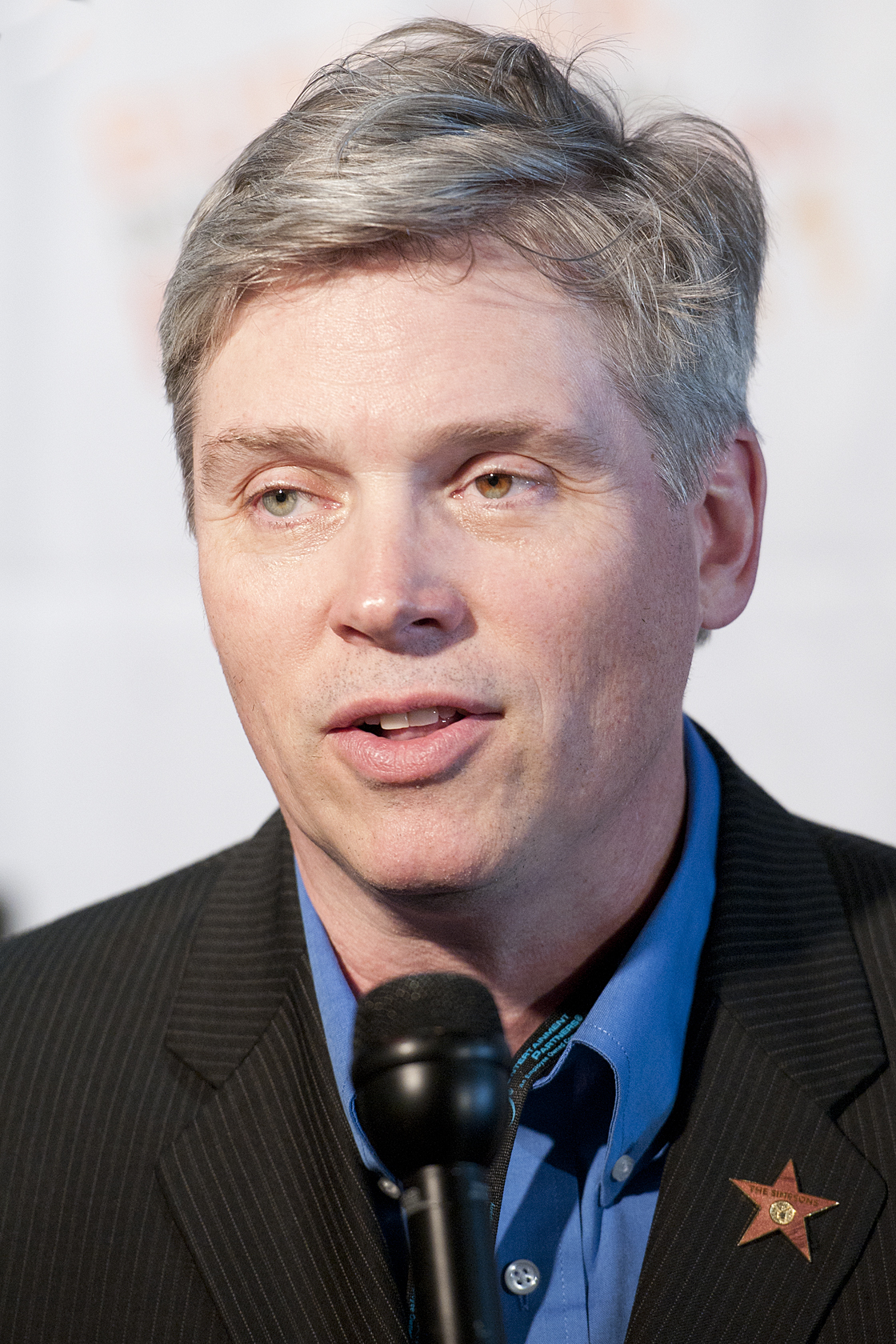
Mark Kirkland (photo) remplaça David Silverman pour la réalisation de cet épisode.

### Production

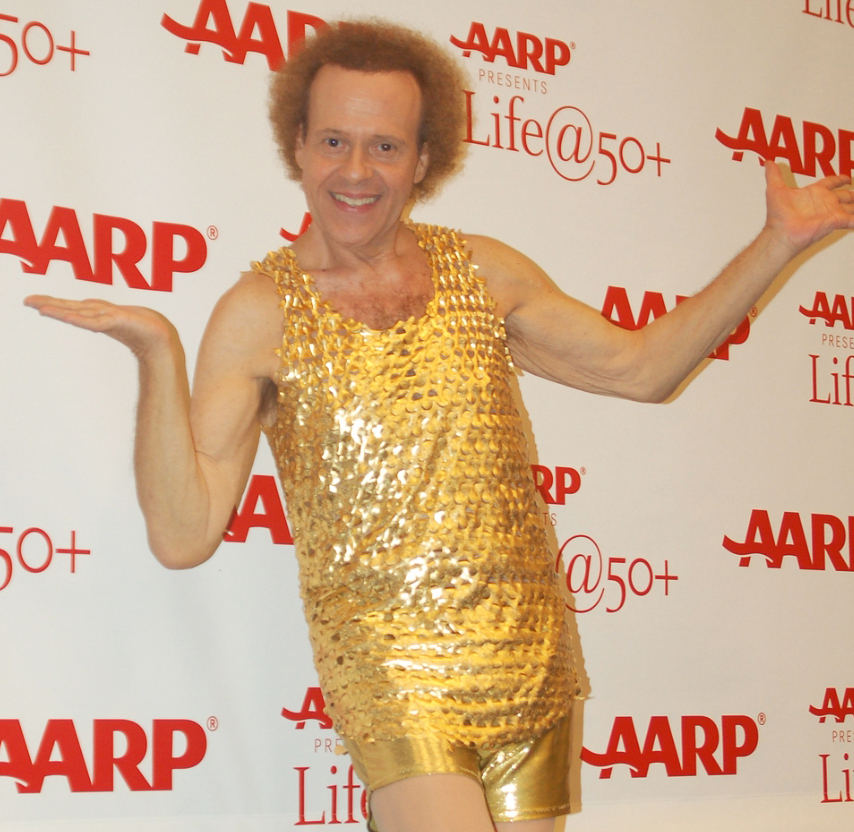
Richard Simmons est parodié dans une scène retirée de l'épisode.